# 维勒维约
维勒维约（法語：Villevieux，法語發音：[vilvjø]）是法国汝拉省的一个市镇，位于该省中部偏西，属于隆斯勒索涅区。

## 地理
维勒维约（46°44'15"N, 5°27'52"E）面积9.87 平方千米，位于法国勃艮第-弗朗什-孔泰大區汝拉省，该省份为法国东部内陆省份，北起上索恩省，西北接科多尔省，西临索恩-卢瓦尔省，南至安省，东与杜省和瑞士接壤。
与维勒维约接壤的市镇（或旧市镇、城区）包括：布莱特朗、方丹布吕、拉尔诺、塞耶河畔吕费。
维勒维约的时区为UTC+01:00、UTC+02:00（夏令时）。

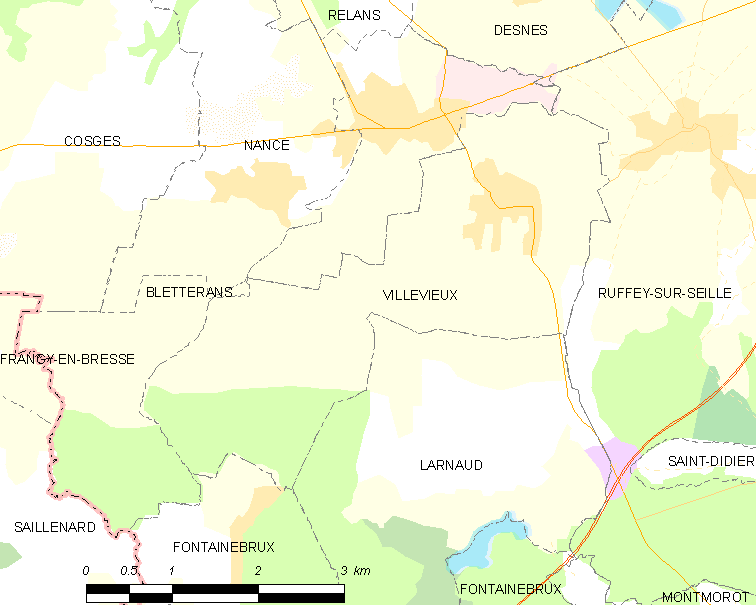
维勒维约的OSM定位图

## 行政
维勒维约的邮政编码为39140，INSEE市镇编码为39574。

## 政治
维勒维约所属的省级选区为布莱特朗县。

## 交通
汝拉省省道D470线和D38E2线在境内交汇。

## 人口

1962-2008年间维勒维约人口变化图示

维勒维约于2022年1月1日时的人口数量为707人。